# 交通运输部东海第一救助飞行队
交通运输部东海第一救助飞行队（简称东一飞），是中华人民共和国交通运输部东海救助局所属的事业单位，为交通运输部救助打捞局所属的五支救助飞行队之一，承担东海海域范围内的人员搜救、人命救助、伤病员救助等航空救助等任务。东海第一救助飞行队成立于2001年，是中华人民共和国第一支专业海上航空救助力量。

## 沿革
1996年8月，交通部决定在救捞系统内配备直升机。同月，上海打捞局成立搜救直升机建设工作领导小组和筹备办公室。2001年3月5日，上海救捞局直升机队成立。同年9月18日，被正式命名为交通部上海海上救助飞行队。2002年，上海高东直升机场竣工，命名为上海高东海上救助机场。同年，上海海上救助飞行队引进的两架西科斯基S-76C+直升机入列。
2003年2月，交通部等六部委发布《救助打捞体制改革实施方案》。2004年6月17日，交通部上海海上救助飞行队更名为交通部东海第一救助飞行队。
2008年，十一届全国人大一次会议通过《国务院机构改革方案》，原交通部等部、局重组为交通运输部。2010年3月，原交通部东海第一救助飞行队更名为交通运输部东海第一救助飞行队。
2016年，交通运输部印发《关于深化救捞系统管理体制改革的意见》，东海第一救助飞行队由部救助打捞局和东海救助局双重管理、部救捞局为主，调整为由东海救助局直接管理。

## 职责
交通运输部东海第一救助飞行队承担以下职责：
- 承担东海海区范围内的遇险（难）船舶、航空器、固定设施等的人员搜寻救助和人命救生。
- 承担海上船舶、固定设施的伤病人员救助。
- 配合海上救助船舶实施海上救助、消防和防污染工作。
- 执行其他海上应急抢险、搜救、救助任务。

## 救助直升机
截至2024年9月，东海第一救助飞行队配备有8架直升机，其中西科斯基S-76D型直升机5架、阿古斯塔·韦斯特兰AW189型直升机3架。
- S-76D型直升机：交通运输部于2012年12月、2013年7月分两批向西科斯基公司采购8架S-76D[4]，2015年交付[5]。截至2024年，东海第一救助飞行队配属5架，注册号分别为B-7356、B-7357、B-7359、B-7360、B-7361[6][7][8]，2016年起担负救助值班任务[9]。
- AW189型直升机：交通运输部于2022年3月向莱奥纳多公司采购6架AW189[10]，其中3架于2024年6月交付东海第一救助飞行队[11]，注册号分别为B-72DT、B-72DU、B-72DV[12][13][14]。

东海第一救助飞行队还曾运行数架S-76C+、S-76C++、EC225型直升机。
- S-76C+型直升机：曾配属2架（B-7309、B-7310），于2002年引进[2]，后分别移交给北海第一救助飞行队和东海第二救助飞行队[15]。
- S-76C++型直升机：曾配属3架（B-7327等）[2]，于2010年引进[16]。其中，最后一架B-7327号于2023年移交给北海第一救助飞行队[17]。
- EC225型直升机：曾配属1架（B-7125），于2016年移交给北海第一救助飞行队[18]。

## 救助基地
东海第一救助飞行队的主基地是位于上海浦东的上海高东救助机场，此外还有舟山、温州、盐城射阳、连云港等基地、待命点。